# أسيميتاسين
أسيميتاسين (Acemetacin) هو مضاد التهاب غير ستيروئيدي.

## الاستطباب
- تسكين الألم ونخفيف الالتهاب المرافقين للأمراض الرثوية والاضطرابات العضلية الهيكلية الأخرى.
- تسكين الآلام التالية للجراحة.

## مضادات الاستطباب
- القرحات الهضمية الناشطة، أو وجود سيرة مرضية للأفات الهضمية.
- وجود سيرة لفرط الحساسية تجاه الأسبرين أو غيره من مضادات الالتهاب غير الستيروئيدية.

## الآثار الجانبية
- اضطرابات معدية معوية (تشمل إسهال).
- صداع، دوخة، تقرح ونزف معدي معوي.
- نادراً: نعاس، تشوش، أرق، اختلاجات، اضطرابات نفسية، اكتئاب، إغماء، اضطرابات دموية (خاصة قلة صفيحات)، ارتفاع ضغط الدم، ارتفاع سكر الدم، تشوش رؤية، ترسبات في القرنية، اعتلال عصبي محيطي، تضيقات معوية.

## الجرعة
فموياً: 120 ملغ/يوم مقسمة على جرعات تؤخذ مع الطعام، تُزاد الجرعة عند الضرورة إلى 180 ملغ/يوم.

## تحذيرات
- الاضطرابات التحسسية (مثل الربو القصبي).
- الاضطرابات النزفية والعيوب التخثرية.
- القصور الكلوي.
- القصور الكبدي.
- القصور القلبي.
- فرط ضغط الدم.
- الإنتانات.
- الصرع، الباركنسونية.
- الاضطرابات النفسية.
- المسنون.
- الحمل والإرضاع.
- استخدام أقل جرعة ممكنة ومراقبة الوظيفة الكلوية، إجراء فحوص دموية وعينية خلال المعالجة المديدة.
- توخي الحذر لدى قيادة المركبات أو تشغيل الآليات.